# 일라이트

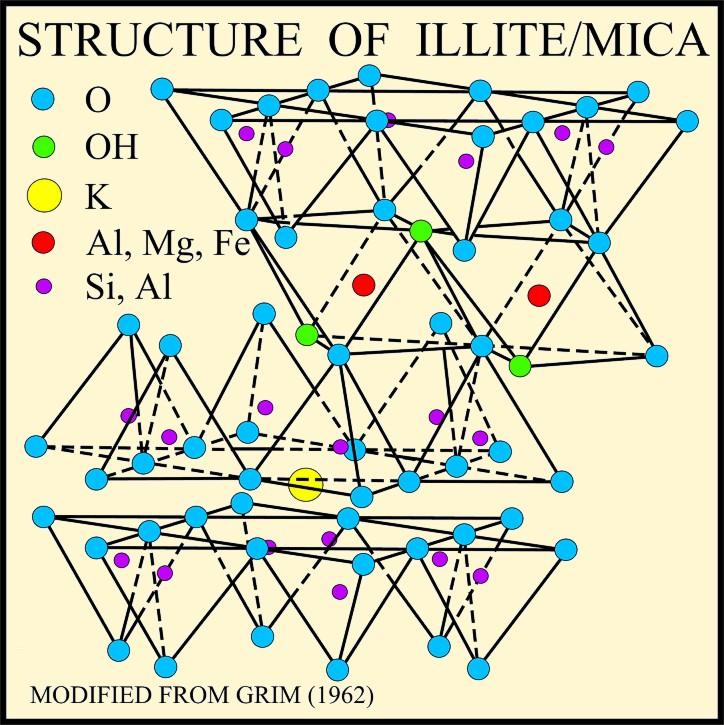
일라이트 운모의 구조 – USGS

일라이트(Illite)는 수화운모 또는 수화백운모라고도 불리며, 밀접하게 관련된 비팽창성 점토 광물 그룹이다. 일라이트는 이차 광물 침전물이며, 층상 규산염 또는 층상 알루미늄-규산염의 한 예이다. 그 구조는 규산 사면체(T) – 알루미늄 팔면체(O) – 규산 사면체(T) 층의 2:1 샌드위치이다. 이 T-O-T 층 순서 사이의 공간은 수화 정도가 낮은 칼륨 양이온이 차지하고 있으며, 이 칼륨 양이온은 팽창이 없는 원인이 된다. 구조적으로 일라이트는 백운모와 매우 유사하며, 규소, 마그네슘, 철, 물이 약간 더 많고 사면체 알루미늄과 층간 칼륨이 약간 적다. 화학식은 (K,H
3O)(Al,Mg,Fe)
2(Si,Al)
4O
10[(OH)
2·(H
2O)]로 주어진다. 그러나 상당한 이온 (동형 치환) 치환이 있다. 작은 단사정계 회색 내지 흰색 결정의 집합체로 산출된다. 크기가 작기 때문에 정확한 식별에는 일반적으로 엑스선 회절 또는 SEM-EDS (자동 광물학) 분석이 필요하다. 일라이트는 풍화 및 열수 환경에서 백운모와 장석의 변질 산물로 산출된다. 세리사이트의 성분일 수 있다. 점토질 퇴적암뿐만 아니라 일부 저품위 변성암에서도 흔하게 발견된다. 일라이트 그룹의 철이 풍부한 구성원인 글라우코나이트는 퇴적물에서 엑스선 분석으로 구별할 수 있다.
일라이트의 양이온 교환 용량 (CEC)은 스멕타이트보다 작지만 고령석보다 높으며, 일반적으로 20 – 30 meq/100 g 정도이다.
일라이트는 1937년 미국 일리노이주 캘훈군의 마쿼케타 셰일에서 처음 발견되어 기술되었다. 이름은 일리노이주에 있는 표본 산지에서 유래되었다.
브라마라이트는 나트륨이 풍부한 유사체이다. 아발라이트는 크로뮴을 포함하는 변종으로, 세르비아 베오그라드의 아발라산에서 기술되었다.
자포 옥은 적자색과 옅은 황록색 띠를 보여주는 일라이트의 장식용 형태이다. 펜던트 및 기타 장신구로 조각할 수 있다.

## 일라이트 결정도
일라이트 결정도는 속성작용과 저품위 변성작용 사이의 조건에서 변성된 점토 함유 암석의 변성 정도를 나타내는 지표로 사용되었다. 온도가 증가함에 따라 일라이트는 백운모로 변환되는 것으로 생각된다.